# William Bernbach
William Bernbach, universalmente noto come Bill Bernbach (New York, 13 agosto 1911 – New York, 2 ottobre 1982), è stato un pubblicitario statunitense. Fu tra i promotori della cosiddetta seconda rivoluzione creativa che si ebbe nella pubblicità americana degli anni cinquanta. Secondo Advertising Age è da considerarsi la figura più influente nella storia della pubblicità del XX secolo.

## Biografia
Bill Bernbach nacque nel Bronx, a New York, il 13 agosto 1911. Nel 1932 entrò come fattorino presso le Distillerie Schenley. Oltre a consegnare la posta, Bill scrisse un annuncio pubblicitario per l'American Cream Whiskey, un prodotto delle distillerie per le quali lavorava. L'annuncio apparve qualche tempo dopo, esattamente come l'aveva scritto, senza che il suo nome fosse citato in alcun modo. Il presidente dell'azienda, Lewis Rosenstiel, ordinò che a Bill Bernbach fosse subito dato un lavoro nel reparto pubblicità.
Nel 1939 Bernbach lasciò le Distillerie Schenley. Prestò servizio per l'esercito durante la seconda guerra mondiale e, tornato in patria, venne assunto dall'agenzia pubblicitaria Grey Advertising, come copywriter. Presto ne divenne direttore creativo. Il 15 maggio 1947, Bill inviò una lettera alla Grey, nella quale metteva in guardia dai pericoli che il successo dell'azienda stava portando con sé. Bernbach, in quello che è considerato il manifesto della rivoluzione creativa, sottolineava l'importanza del ruolo della creatività. La Grey non rispose alla lettera con tanta sollecitudine e Bernbach si adoperò per creare una nuova agenzia.
Il primo giugno 1949 nacque la Doyle Dane Bernbach, l'agenzia che segnò il trionfo del talento creativo di Bill Bernbach. Tra le famose campagne della DDB si  possono citare quelle per Ohrbach's, per Levy's, Avis, El Al, Chivas Regal, Volkswagen e molte altre. Nel corso della sua carriera alla DDB, Bill Bernbach promosse e favorì la creatività. Diffidava dagli scienziati della pubblicità, in quanto sosteneva che la pubblicità è persuasione e la persuasione è un'arte, non una scienza. Bernbach non amò teorizzare sulla pubblicità, il suo talento e le sue idee le esprimeva direttamente attraverso gli annunci.
La campagna alla quale rimase personalmente più affezionato fu quella per i magazzini Ohrbach's, uno dei primi clienti della Doyle Dane Bernbach, un cliente non dei più grossi ma considerato da Bill molto di più che un cliente. Tra i diversi annunci per Ohrbach's vanno menzionati almeno Siamo spiacenti di informarti che la tua roba per la scuola è pronta da Ohrbach's con il volto imbronciato di un bambino e I found out about Joan con il muso di un gatto che giganteggia nel layout. Bill Bernbach, genio rivoluzionario della pubblicità, morì nella sua New York il 2 ottobre 1982.

## Principali annunci pubblicitari
Tra le pubblicità più celebri di Bernbach (a livello di direzione creativa) è possibile citare:
- Campagna Levy's - Non occorre essere ebrei per amare Levy's, il vero pane di segale ebreo (tradotto).
- Campagna El Al - My son, the pilot.
- Campagna Avis - Avis è solo il numero 2 dell'autonoleggio. Allora, perché venire da noi? Noi ce la mettiamo tutta. Quando non si è i più grandi bisogna farlo (tradotto).
- Campagna Volkswagen - Think small. Adage.com

## Principali riconoscimenti
Tra i premi più importanti ricevuti da Bernbach nel corso della propria carriera è possibile annoverare:
- 1964 - introduzione nella Copywriters Hall of Fame
- 1964 - The Man of the Year of Advertising Award
- 1965 - The Man of the Year of Advertising Award
- 1969 - Top Advertising Agency Executive
- 1976 - American Academy of Achievement Award